# اسلوبودان ترنیچیچ
اسلوبودان ترنیچیچ (صربی‌کرواتی: Virdžina؛ زادهٔ ۱۴ ژانویهٔ ۱۹۵۳) فیلم‌بردار اهل کرواسی است.